# 2,2,3,4-tetrametilhexano
El 2,2,3,4-tetrametilhexano es un alcano de cadena ramificada con fórmula molecular C10H22.